# Raschigovy kroužky

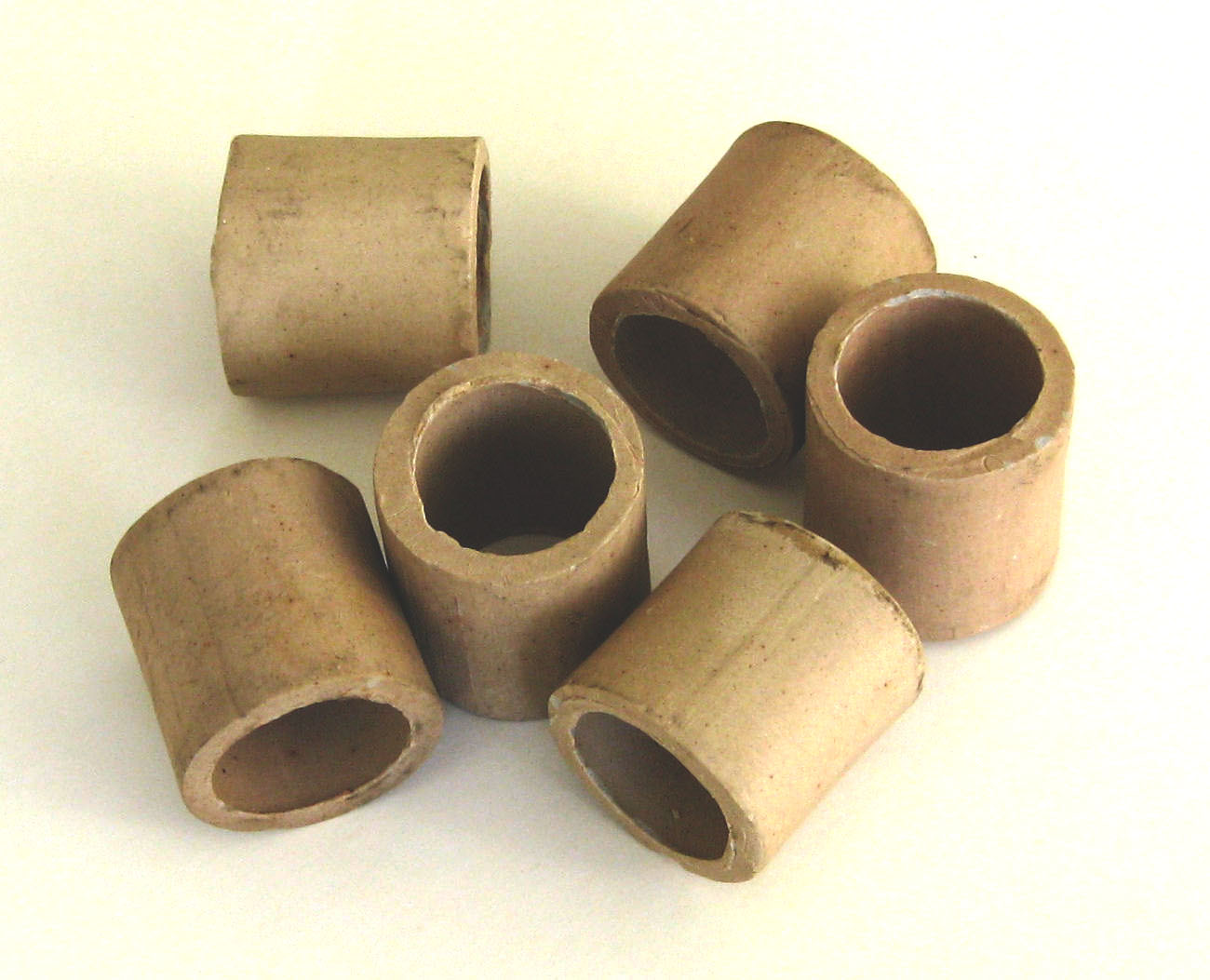
Keramické Raschigovy kroužky

Raschigovy kroužky jsou jednou z nejobvyklejších náplní destilačních a absorpčních kolon. Zjednodušeně jde o krátké silnostěnné trubky, které mají stejnou délku jako vnější průměr. Vyrábějí se z materiálů, které se chemicky nemění účinkem v koloně se nacházející směsi. Typické materiály jsou:
- nepolévaná keramika
- borosilikátové sklo
- nerezová ocel

Charakteristický rozměr (průměr) se volí s ohledem na průměr kolony a počet přerozdělovacích přepážek. Kolona velkého průměru vyžaduje velké Raschigovy kroužky. Kapalná fáze má v koloně tendenci pohybovat se spíše po okraji než středem náplně. Čím menší kroužky se použijí, tím dříve se kapalná fáze při svém toku dolů kolonou dostane k okraji (vnitřním obvodu) kolony, zatímco střed zůstane "suchý". Aby se tomuto nežádoucímu jevu předešlo, je potřeba volit náplň s dostatečným charakteristickým rozměrem a dostatečné množství přerozdělovacích přepážek.